# Байза утца (станция метро)
«Байза утца» (венг. Bajza utca — улица Байза) — станция Будапештского метрополитена на линии M1 (жёлтой).
Станция расположена под перекрестком ключевой магистрали центральной части Пешта проспекта Андраши и улицы Байза, которая дала имя станции. На участке между станциями «Байчи-Жилински ут» и «Хёшёк тере» линия M1 идёт под проспектом Андраши.
Станция была открыта 2 мая 1896 года в составе первой линии Будапештского метрополитена, ставшей и первой линией метрополитена в континентальной Европе.
«Байза утца» — станция мелкого заложения с двумя боковыми платформами.